# قائمة موانئ العراق

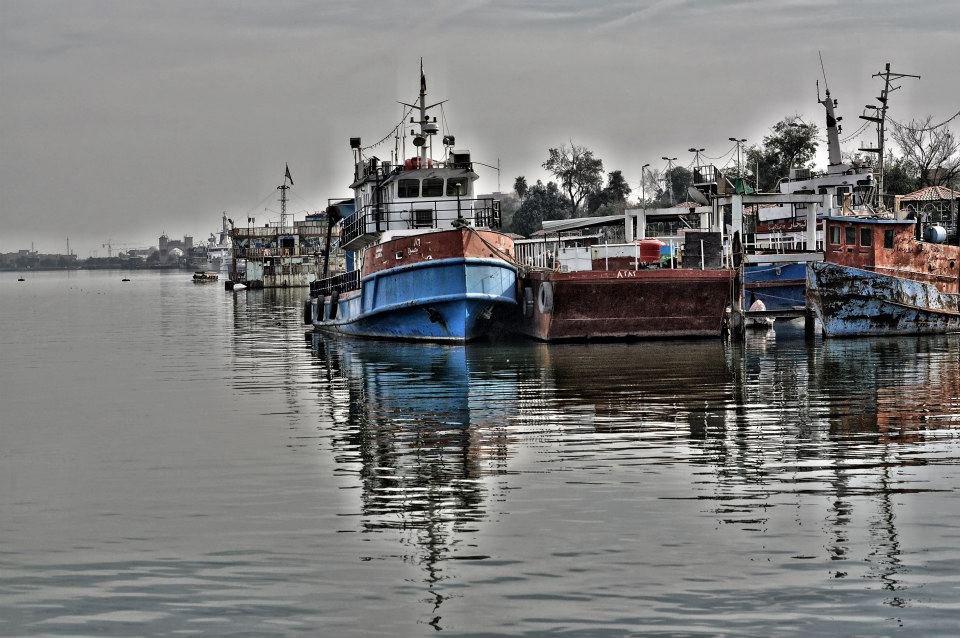
سفن قديمة راسية في شط العرب.

يمتلك العراق منفذاً بحرياً وحيداً على الخليج العربي من خلال محافظة البصرة جنوب العراق بساحل طوله 58 كم وهذا يمثل 1.6% من مجموع حدود جمهورية العراق البالغة 3809 كم. تقع جميع موانئ العراق الرئيسية ضمن الحدود الإدارية لمحافظة البصرة في قضائي الزبير والفاو. كما يملك العراق بعض الموانئ الصغيرة تطل على نهري دجلة والفرات وشط العرب. يعمل العراق على زيادة القدرة الاستيعابية لموانئه من خلال إنشاء ميناء الفاو الكبير وزيادة الأرصفة في الموانئ الحالية. كما يملك العراق بعض المنصّات النفطية العائمة لتصدير النفط. 

## موانئ العراق التجارية
- ميناء أم قصر[2]
- ميناء خور الزبير[3]

## موانئ العراق النفطية
- ميناء البصرة النفطي
- ميناء خور العمية

## موانئ العراق النهرية
- ميناء أبو الفلوس[4]
- ميناء المعقل[5]

## موانئ العراق التي لم تكتمل بعد
- ميناء الفاو الكبير

## روابط خارجية
- الشركة العامة لموانئ العراق